# Dornschwanzbilch
Der Dornschwanzbilch (Zenkerella insignis) ist ein zentralafrikanisches Nagetier und die einzige Art ihrer Gattung. Der Erstbeschreiber, der deutsche Zoologe Paul Matschie, benannte die Art nach dem Botaniker und Zoologen Georg August Zenker. Der Dornschwanzbilch gilt als lebendes Fossil.

## Merkmale
Das Tier erreicht eine Kopf-Rumpf-Länge von 18 bis 23 cm, zu der ein etwa 16 cm langer buschiger Schwanz kommt. Genau wie bei anderen Dornschwanzhörnchen kommen an der Unterseite des Schwanzes dornenbesetzte Schuppen vor. Das Fell des Dornschwanzbilchs erscheint an der Oberseite in verschiedenen Grautönen, der Bauch ist allgemein heller und der Schwanz meist dunkler. Am Knöchel der hinteren Füße bedecken schwarze Haare eine Stelle mit Drüsen, deren Funktion noch nicht bekannt ist.

## Verbreitung
Dieser Nager lebt im westlichen Zentralafrika. Das Verbreitungsgebiet erstreckt sich vermutlich über Kamerun, die Zentralafrikanische Republik, Äquatorialguinea und die Demokratische Republik Kongo, obwohl die Art nicht in allen genannten Staaten nachgewiesen wurde.

## Lebensweise
Als Habitat nutzt der Dornschwanzbilch Regenwälder im Tiefland und vergleichbare Regionen. Da bisher erst vierzehn Exemplare gefunden wurden, ist sehr wenig über die Lebensweise des Dornschwanzbilchs bekannt. Im Gegensatz zu anderen Dornschwanzhörnchen kommt keine Gleitmembran vor, daher wird angenommen, dass die Art eher auf dem Boden läuft und in Bäumen klettert. Vermutlich sind diese Tiere hauptsächlich nachtaktive Einzelgänger. Pro Wurf werden bis zu drei Jungtiere geboren, sonst ist nichts zur Fortpflanzung bekannt. Die Jungtiere erhalten nach Ende der Säugezeit vorgekaute Nahrung aus den Wangentaschen der Eltern. Es wird angenommen, dass der Dornschwanzbilch die gleiche Nahrung wie andere Dornschwanzhörnchen frisst.

## Systematik
Der Dornschwanzbilch wurde als einzige Art innerhalb der damit monotypischen Gattung Zenkerella innerhalb der Dornschwanzhörnchen (Anomaluridae) eingeordnet. Zu den Bilchen besteht keine nähere Verwandtschaft. Die wissenschaftliche Erstbeschreibung stammt von dem deutschen Zoologen Paul Matschie aus dem Jahr 1898, der die Art anhand von Individuen aus Yaoundé in Kamerun beschrieb. Er benannte die Gattung nach dem Botaniker und Zoologen Georg August Zenker, dem Leiter der wissenschaftlichen Jaunde-Station in Kamerun. Innerhalb der Art werden neben der Nominatform keine Unterarten unterschieden. Da sich der Dornschwanzbilch schon im Eozän vor mehr als 30 Millionen Jahren von der evolutionären Linie, die zu den Dornschwanzhörnchen führt, abgespalten hat, wurde die schon im Jahr 1898 durch Matschie eingeführte Unterfamilie Zenkerellidae im Jahr 2016 in den Familienrang erhoben.

## Gefährdung und Schutz

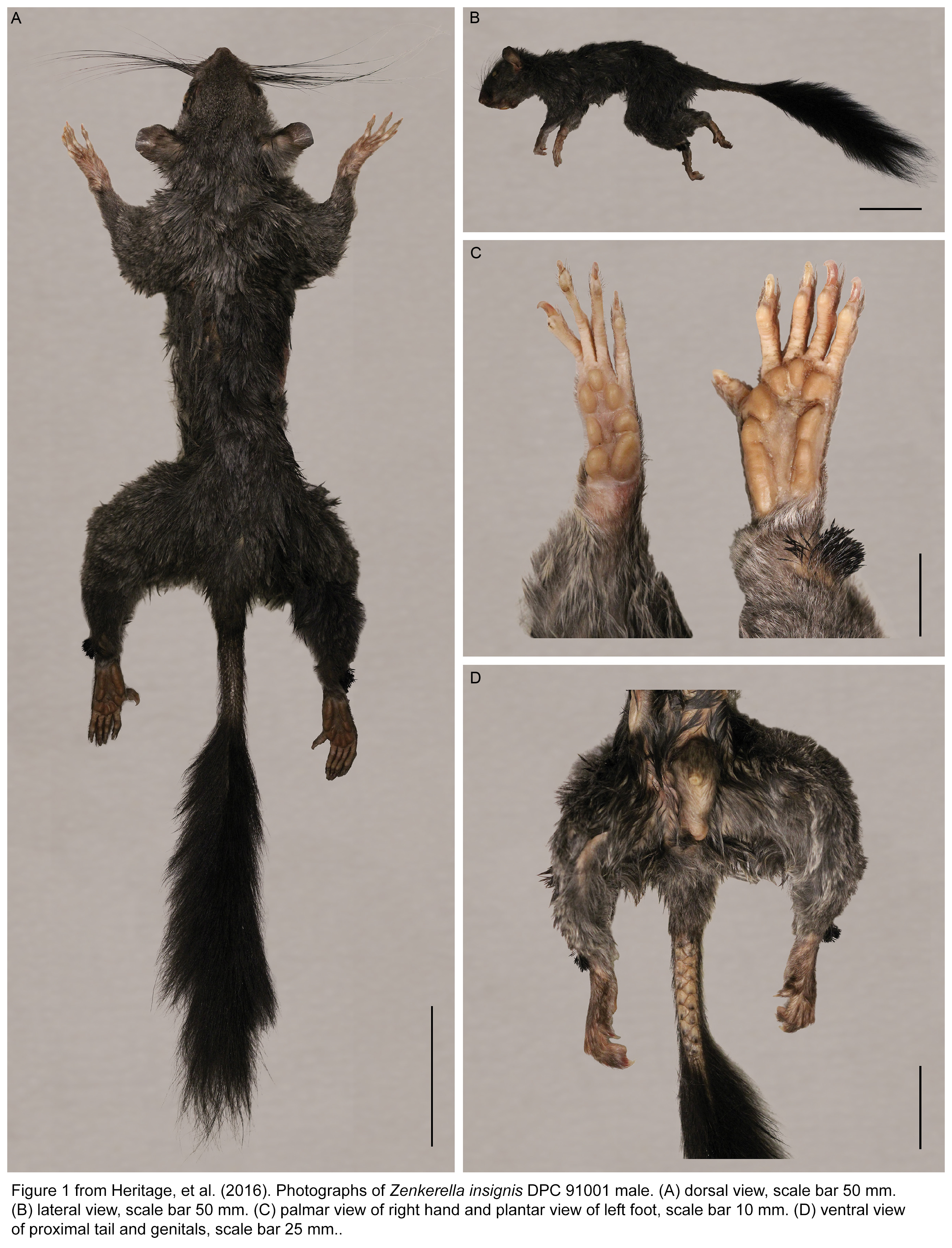
Fotografien eines toten Tiers

Wie andere Regenwaldbewohner ist die Art vermutlich durch Entwaldung bedroht. Trotz der schlechten Informationslage wird der Dornschwanzbilch von der IUCN (Weltnaturschutzunion) als nicht gefährdet (Least Concern) geführt.

## Belege
1. 1 2  Steven Heritage, David Fernández, Hesham M. Sallam, Drew T. Cronin, Josè Manuel Esara Echube, Erik R. Seiffert: Ancient phylogenetic divergence of the enigmatic African rodent Zenkerella and the origin of anomalurid gliding. In: PeerJ. Nr. 4, 2016, S. e2320, doi:10.7717/peerj.2320.
2. ↑  Brian J. Stafford, Richard W. Thorington, Jr.: Genus Zenkerella, Cameroon Anomalure. und Zenkerella insignis, Cameroon Anomalure (Cameroon Scaly-Tail) In: Jonathan Kingdon, David Happold, Michael Hoffmann, Thomas Butynski, Meredith Happold und Jan Kalina (Hrsg.): Mammals of Africa Volume III. Rodents, Hares and Rabbits. Bloomsbury, London 2013, S. 615–617; ISBN 978-1-4081-2253-2.
3. 1 2 3  Zenkerella insignis. In: Don E. Wilson, DeeAnn M. Reeder (Hrsg.): Mammal Species of the World. A taxonomic and geographic Reference. 2 Bände. 3. Auflage. Johns Hopkins University Press, Baltimore MD 2005, ISBN 0-8018-8221-4.
4. ↑  Bo Beolens, Michael Watkins, Michael Grayson: The Eponym Dictionary of Mammals. Johns Hopkins University Press, Baltimore MD 2009, ISBN 978-0-8018-9304-9, S. 459.
5. ↑  Zenkerella insignis in der Roten Liste gefährdeter Arten der IUCN 2010. Eingestellt von: Hutterer, R. & Decher, J., 2008. Abgerufen am 18. März 2011.